# 7650 Kaname
7650 Kaname (1990 UG) là một tiểu hành tinh vành đai chính được phát hiện ngày 16 tháng 10 năm 1990 bởi T. Seki ở Geisei.